# Billy Jordan
Billy Jordan, né le 30 novembre 1908 à Dublin en Irlande et mort le 8 octobre 2000 à Dublin, est un footballeur international irlandais qui évoluait au poste d'attaquant. Il passe l'essentiel de sa carrière au sein du Bohemian Football Club.

## Carrière en club
Billy Jordan commence le football à St. Francis qui joue dans un championnat scolaire local, la St Dominic's Boys Sodality League. Il s'engage pour le Bohemian Football Club après avoir joué aux Villa Rangers. Il intègre les Bohemians au commencement de la saison 1928-1929. Jordan évolue tout d'abord dans les équipes B et C du club. Il n'intègre l'équipe première qu'en décembre 1931. Il profite alors de l'absence du titulaire Fred Horlacher sélectionné alors dans le League of Ireland XI, l'équipe des meilleurs joueurs du championnat, en déplacement au pays de Galles.
Billy Jordan devient un titulaire indiscutable au sein de l'équipe première des Boh's à partir de 1934 sur le flanc gauche de l'attaque. C'est Bill Lacey (en), l'international irlandais devenu entraineur, qui lui fait confiance. Lacey apporte une nouvelle organisation dans la ligne d'attaque des Bohemians : il déplace Fred Horlacher en le ramenant dans la moitié gauche (ce qui pourrait être considéré comme une position de milieu défensif de nos jours) et installe Jordan à l'intérieur gauche. Finalement, Jordan joue alors sa plus belle saison en marquant 16 buts toutes compétitions confondues et remporte le Shield puis le championnat.
La saison suivante, Jordan reste sur le côté gauche de l'attaque. Le sommet de la saison est la finale de la Coupe. Bohemian FC y affronte le Dundalk Football Club. Les Boh's l'emportent de manière spectaculaire sur le score de 4 buts à 3 tout en ayant joué les 30 dernières minutes à dix à cause de la blessure de Paddy Farrell. Jordan marque deux buts en première mi-temps.
Billy Jordan joue pendant dix saisons en équipe première des Bohemians. Sa carrière s'arrête au terme de la saison 1941-1942. Il aura joué un total de 192 matchs et marqué 67 buts, toutes compétitions confondues.

## Carrière internationale
Billy Jordan compte deux sélections en équipe de république d'Irlande.
Sa première sélection arrive en 1934. Le 8 avril 1934, l'Irlande affronte les Pays-Bas pour les qualifications à la Coupe du monde. Les Néerlandais l'emportent sur leur terrain 5 buts à 2. Jordan est remplacé sur blessure à la 40e minute par son coéquipier des Bohemians Fred Horlacher. C'est la toute première fois qu'un Irlandais est remplacé en cours de match lors d'un match international.
La deuxième sélection arrive trois années plus tard lors d'un autre match qualificatif pour une Coupe du monde, cette fois-ci en Norvège. Le 10 octobre 1937 à l'Ullevaal Stadion la Norvège bat l'Irlande sur le score de trois buts à deux après avoir été menée au score jusqu'à l'heure de jeu.

## Palmarès
Avec les Bohemians
- Championnat d'Irlande (2)
  - Vainqueur en 1933-1934 et 1935-1936
- Coupe d'Irlande
  - Vainqueur en 1934-1935
- Coupe de la Ligue
  - Vainqueur en 1934